# Saint Christophe portant l'Enfant Jésus (Ghirlandaio)
Saint Christophe portant l'Enfant Jésus est une fresque (284,5 × 149,9 cm) du peintre italien de la Renaissance Domenico Ghirlandaio, datable d'environ 1473 et,  détachée  de son support, conservée au Metropolitan Museum of Art de New York.

## Histoire
La provenance de l'œuvre, achetée par Cornelius Vanderbilt sur le marché des antiquités de New York en 1880, est inconnue. Certains ont émis l'hypothèse que c'était la fresque monumentale de l'église de San Miniato Tra le Torri de Florence, qui a été détruite au cours de ces années, mais des sources anciennes la réfèrent plutôt aux frères Pollaiuolo. Une autre hypothèse la voit plutôt provenir de la Villa Michelozzi, à proximité de la ville.
La datation fait référence aux premières années de l'activité du peintre lorsque, avec un style encore immature mais de bonne qualité, il commence à se faire connaître dans la campagne florentine.

## Description et style
Selon la tradition, saint Christophe est représenté comme un géant portant l'enfant Jésus à travers une rivière. Il s'aide d'un bâton-palmier, symbole de son futur martyre, qu'il posa sur le sol après la traversée, et qui prit miraculeusement de nouvelles racines et produisit des fruits. Le saint a une position quelque peu forcée, alors qu'il marche en se tournant pour regarder le garçon bénissant sur son épaule, une main sur son côté gauche et une tenant le bâton. Le drapé renforce le sens du mouvement et est traité avec des effets d'ondulation accentués, très repoussé par le clair-obscur, d'origine verrocchiesque. L'Enfant tient dans sa main un globe, symbole de sa royauté sur le monde, sur lequel est en effet inscrit ASIA / AFRIHA / [E] VROPA.
Le paysage, avec un horizon particulièrement bas pour accentuer la monumentalité des personnages, montre un paysage de collines, qui se perdent au loin selon les règles de la perspective aérienne.
La fresque a été réalisée en sept « journées », c'est-à-dire en sept séances de travail à la fresque. De nombreux détails, notamment en arrière-plan, ont été ajoutés à sec et sont aujourd'hui bien conservés.

## Autres projets
- Ressource relative aux beaux-arts :   - Metropolitan Museum of Art